# کوون سون-تائه
کوون سون-تائه (کره‌ای: 권순태؛ زادهٔ ۱۱ سپتامبر ۱۹۸۴) بازیکن سابق  فوتبال اهل کره جنوبی است.
از باشگاه‌هایی که در آن بازی کرده‌است، می‌توان به باشگاه فوتبال چونبوک هیوندای موتورز و باشگاه فوتبال کاشیما آنتلرز اشاره کرد.سال ۲۰۲۳ از فوتبال خداحافظی کرد و هم اکنون‌ مربی دروازه‌بان‌های باشگاه فوتبال کاشیما آنتلرز است‌.